# Svatý Anempodistus
Svatý Anempodistus (? – kolem 350 Isfahán) byl kněz a jeden z tzv. mučedníků z Isfahánu umučených okolo roku 350 při perzekuci perského velkokrále Šápúra II. Byl upálen zaživa.
V neznámé době byly jeho ostatky a ostatky dalších čtyř mučedníků odvezeny do Konstantinopole a uloženy do jim zasvěceného chrámu. Roku 1204 byly ostatky během čtvrté křížové výpravy odvezeny do Francie. Při Velké francouzské revoluci se ostatky mučedníků ztratily. Roku 1892 byly objeveny v obci Grozon.
Jeho svátek se slaví 2. listopadu.